# Vladimir Drinfeld
Vladimir Gershonovich Drinfeld (tiếng Ukraina: Володи́мир Ге́ршонович Дрінфельд; tiếng Nga: Влади́мир Ге́ршонович Дри́нфельд; sinh ngày 14 tháng 2 năm 1954), là một nhà toán học có xuất thân từ Liên Xô cũ, đã di cư sang Hoa Kỳ và hiện đang làm việc tại Đại học Chicago.
Công việc của ông là kết nối hình học đại số trên các trường hữu hạn với lý thuyết số, đặc biệt là lý thuyết về các dạng tự đẳng cấu. Ông cũng là người đã giới thiệu khái niệm nhóm lượng tử (được khám phá cùng lúc bởi Michio Jimbo) và có những đóng góp quan trọng cho vật lý toán/
Ông nhận huy chương Fields năm 1990. Năm 2016, ông trở thành thành viên của Viện Hàn lâm Khoa học Quốc gia Hoa Kỳ. Năm 2018, ông nhận giải Wolf về Toán học.

## Tiểu sử
Drinfeld sinh ra trong một gia đình Do Thái có truyền thống toán học ở Liên Xô cũ vào năm 1954. Năm 1868, ở độ tuổi 15, ông đã đại diện cho Liên Xô tại kì thi toán học quốc tế (IMO) được tổ chức tại Bucharest, Romania và dành huy chương vàng với số điểm tuyệt đối 40. Tại thời điểm đó, ông là thí sinh nhỏ tuổi nhất từng đanh được điểm tuyệt đối. Ông nhập học đại học Quốc gia Moskva cùng năm và tốt nghiệp vào năm 1974. Ông nhận bằng tiến sĩ (Candidate of Sciences) năm 1978 và tiến sĩ khoa học (Doctor of Sciences) năm 1988 từ viện toán Steklov. Ông được trao tặng huy chương Fields vào năm 1990. Từ năm 1981 đến năm 1999, ông làm việc tại Viện Kỹ thuật và Vật lý Nhiệt độ thấp B. Verkin (khoa vật lý). Ông chuyển đến Hoa Kỳ vào năm 1999 và bắt đầu làm việc ở đại học Chicago từ tháng 1 năm 1999.

## Đóng góp toán học
Năm 1974, ở độ tuổi 20, Drinfeld đã công bố một chứng mình cho giả thuyết Langlands cho nhóm GL2 trên một trường toàn cục (global field) có đặc số dương. Trong chứng minh của mình ông đã giới thiệu một khái niệm mới mà ông gọi là "elliptic modules" (tạm dịch là mô-đun elliptic) (còn được biết đến như là mô-đun Drinfeld). Sau đó, vào năm 1983, ông đã xuất bản một bài báo ngắn mở rộng phạm vi của giả thuyết Langlands. Giả thuyết Langlands, được phỏng đoán năm 1967, dự đoán về sự tồn tại của một tương ứng tự nhiên 1-1 giữa những biểu diễn Galois và các dạng tự đẳng cấu. Điểm "tự nhiên" được đảm bảo dựa trên sự trung lặp cốt yếu của các L-hàm. Tuy nhiên điều kiện này hoàn toàn thuần tuý số học và không thể xem xét trên một hàm một chiều bất kỳ theo cách trực tiếp. Drinfeld đã chỉ ra rằng thay vì là các dạng tự đẳng cấu, chúng ta có thể xem xét các tự đẳng cấu bó ngược (perverse sheaves) hoặc các tự đẳng cấu D-môdun (D-modules). Tính tự đẳng cấu của những mô đun này và đối xứng Langlands có thể hiểu thông qua tác động của toán tử Hecke.
Drinfeld cũng có nhiều đóng góp trong vật lý toán. Trong thời kỳ còn làm việc với thầy mình là Yuri Manin, ông đã xây dựng cấu trúc không gian moduli của dạng tức thời (instantons) Yang-Mills, một kết quả đã được chứng minh bởi Michael Atiyah và Nigel Hitchin. Ông đặt ra khái niệm nhóm lượng tử để chỉ ra rằng đại số Holf là biến thể của đại số Lie và kết nối với nghiên cứu về phương trình Yang-Baxter. Ông mở rộng khái niệm đại số Holf thành đại số quasi-Holf và nghiên cứu về xoắn Drinfeld  (Drinfeld twists) (khái niệm được dùng để phân tích R-ma trận tương dứng với lời giải của phương trình Yang-Baxter với một  đại số quasitriangular Hopf.
Drinfeld cũng hợp tác với Alexander Beilinson để xây dựng lại lý thuyết về đại số véc-tơ trên một dạng có toạ độ tự do (coordinate-free), lý thuyết này đã trở nên quan trọng trong lý thuyết trường bảo giác hai chiều, lý thuyết dây, và chương trình Langlands. Drinfeld và Beilinson đã xuất bản công trình của mình năm 2004 dưới dạng một cuốn sách với tựa đề "Chiral Algebras".